# Zimno (gromada)
Zimno – dawna gromada, czyli najmniejsza jednostka podziału terytorialnego Polskiej Rzeczypospolitej Ludowej w latach 1954–1972.
Gromady, z gromadzkimi radami narodowymi (GRN) jako organami władzy najniższego stopnia na wsi, funkcjonowały od reformy reorganizującej administrację wiejską przeprowadzonej jesienią 1954 do momentu ich zniesienia z dniem 1 stycznia 1973, tym samym wypierając organizację gminną w latach 1954–1972.
Gromadę Zimno z siedzibą GRN w Zimnie utworzono – jako jedną z 8759 gromad na obszarze Polski – w powiecie tomaszowskim w woj. lubelskim na mocy uchwały nr 16 WRN w Lublinie z dnia 5 października 1954. W skład jednostki weszły obszary dotychczasowych gromad Zimno wieś, Zimno kol., Żerniki, Ratyczów, Pieniany wieś i Pieniany kol. ze zniesionej gminy Łaszczów w tymże powiecie. Dla gromady ustalono 10 członków gromadzkiej rady narodowej.
1 stycznia 1960 gromadę zniesiono, włączając jej obszar do gromad Łaszczów (wieś i kol. Zimno, wieś i kol. Pieniany oraz wieś Ratyczów) i Ulhówek (wieś i kol. Żerniki) w tymże powiecie.